# Masadabahn
| Masadabahn - רכבל מצדה          | Masadabahn - רכבל מצדה                                  |
| ------------------------------- | ------------------------------------------------------- |
| Masadabahn 2008                 |                                                         |
| Standort:                       | Masada, Israel                                          |
| Bauart:                         | Pendelbahn mit 2 Tragseilen, 1 Zugseil                  |
| Baujahr:                        | 1998                                                    |
| Berg:                           | Festung Masada                                          |
| Talstation:                     | Totes Meer −257 m                                       |
| Höhendifferenz:                 | 290 m                                                   |
| Bergstation:                    | Massada-Plateau 33 m                                    |
| Streckenlänge:                  | 900 m                                                   |
| Fahrdauer:                      | 3 min                                                   |
| Anzahl der Gondeln:             | 2 Stk.                                                  |
| Anzahl der Stützen:             | 0 Stk.                                                  |
| Kapazität:                      | 80 Personen/Kabine, 1200 Pers./Stunde                   |
| Hersteller:                     | Von Roll                                                |
| Betreiber:                      | Masada-Nationalpark (Israel Nature and Parks Authority) |
| Website:                        | www.masada.org.il                                       |
| 1. Masadabahn - רכבל מצדה א (†) |                                                         |
| erste Masadabahn von 1971       |                                                         |
| Standort:                       | Masada, Israel                                          |
| Bauart:                         | Pendelbahn                                              |
| Baujahr:                        | 1971, 2001 entfernt                                     |
| Berg:                           | Festung Masada                                          |
| Talstation:                     | Totes Meer −265 m                                       |
| Höhendifferenz:                 | 275 m                                                   |
| Bergstation:                    | etwas unter Massada- Plateau 10 m                       |
| Streckenlänge:                  | 800 m                                                   |
| Anzahl der Gondeln:             | 2 Stk.                                                  |
| Anzahl der Stützen:             | 1 Stk.                                                  |
| Hersteller:                     | Karl Brändle                                            |

Die Masadabahn (hebräisch רַכֶּבֶל מְצָדָה Rakkevel Metzadah) in Israel ist die am tiefsten gelegene Luftseilbahn der Welt und verläuft nahezu vollständig unterhalb des Meeresspiegels, denn die Bergstation knapp unterhalb des Gipfelplateaus Masada liegt nur 33 Meter über dem Meeresspiegel, die Talstation dagegen 257 m unter dem Meeresspiegel. Die Bahn verbindet die auf dem Plateau gelegenen Ruinen der um 40 v. Chr. bis 30 v. Chr. errichteten Festung mit einer weiter östlich gelegenen Talstation und ermöglicht so Touristen den bequemen Aufstieg. 

## Bezeichnung
Die hebräisch-sprachige Bezeichnung Rakkavel Metzadah (etwa: „Kabelbahn Masadas“) ist ein Kofferwort, eine wortschöpferische Verbindung von hebräisch רַכֶּבֶת Rakkevet, deutsch ‚[Eisen]Bahn‘ und hebräisch כַּבֶּל Kabel mit der näherungsweisen Bedeutung Bahn des Kabels.

## Geschichte
Die Errichtung einer Seilbahn auf Masada war sehr umstritten, da sie das Aussehen der Fundstelle stark veränderte, auch wenn die Bergstation nicht auf dem Plateau, sondern darunter im Fels "versteckt wurde". Sie hat zudem die Besucherzahlen extrem verstärkt. 1971 wurde die erste Masadabahn von dem Schweizer Hersteller Karl Brändle errichtet. Sie hatte zwei Kabinen und eine Stütze. Da es zu langen Wartezeiten kam, entschloss man sich, anlässlich des Millenniums eine neue Bahn zu errichten. Diese neue Pendelbahn wurde zwischen 1995 und 2000 vom Schweizer Hersteller Von Roll parallel zur alten errichtet und kostete über 40 Millionen €. Sie nahm 1999 den Betrieb auf. Eine Zeit lang bestanden beide Bahnen nebeneinander, nach einiger Zeit wurde die alte komplett abgetragen.

## Strecke
Die Bahn überwindet in drei Minuten eine Höhendifferenz von 290 Metern auf einer Länge von 900 Metern. Im Gegensatz zur ursprünglichen Bahn hat die gegenwärtige keine Stützen, was ein Gehänge ermöglicht, das die beiden Tragseile und das Zugseil vollständig umgreift. Die neue Bergstation liegt auch unter dem Plateau im Fels, aber etwas höher als die alte und ist durch eine leicht aufsteigende Brücke mit dem Schlangenpfad-Tor verbunden. Damit ist nun auch ein barrierefreier Zugang möglich, bei der alten Bahn mussten die Besucher noch eine Serpentine des Pfades gehen.

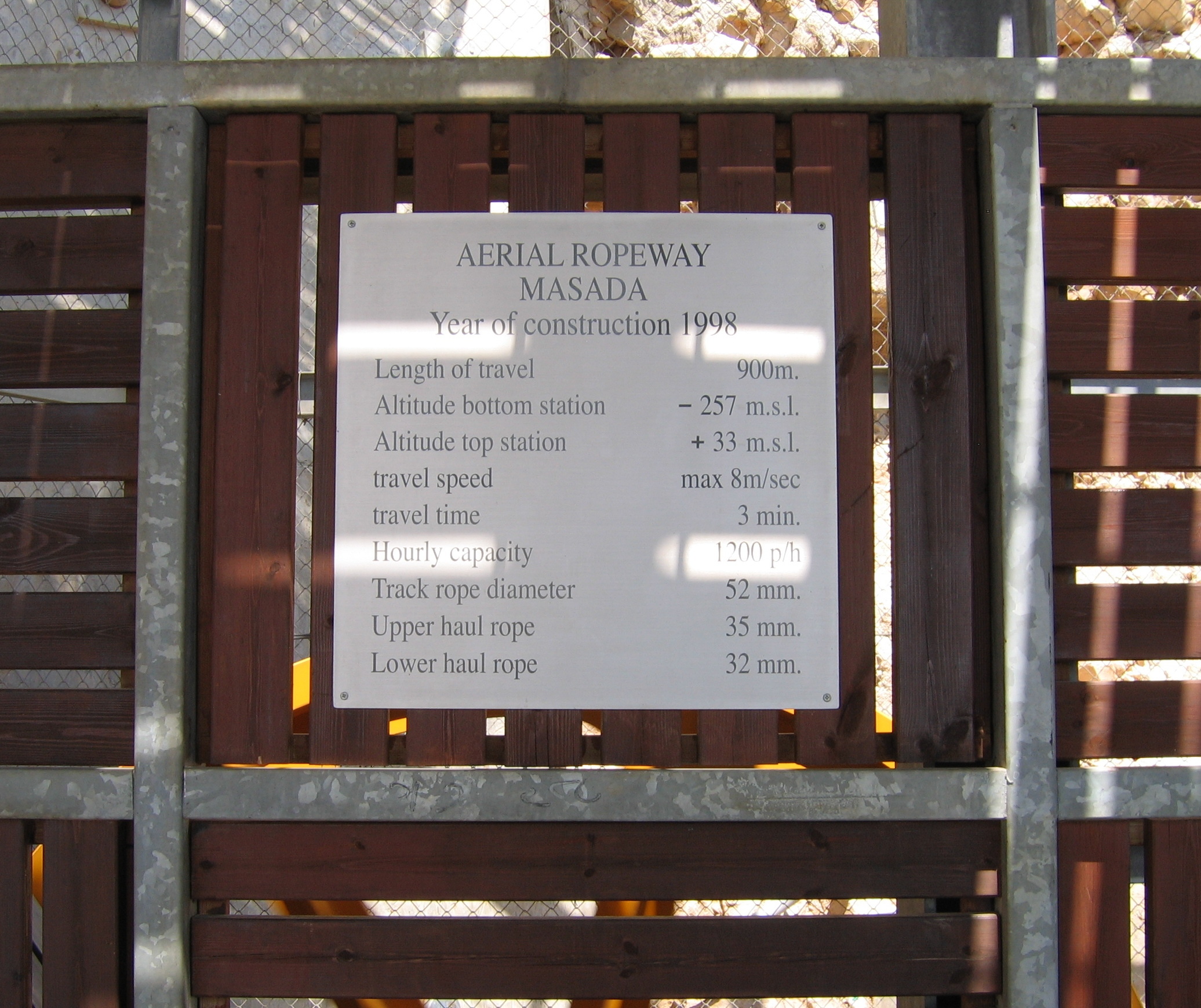
Aushang mit den technischen Daten
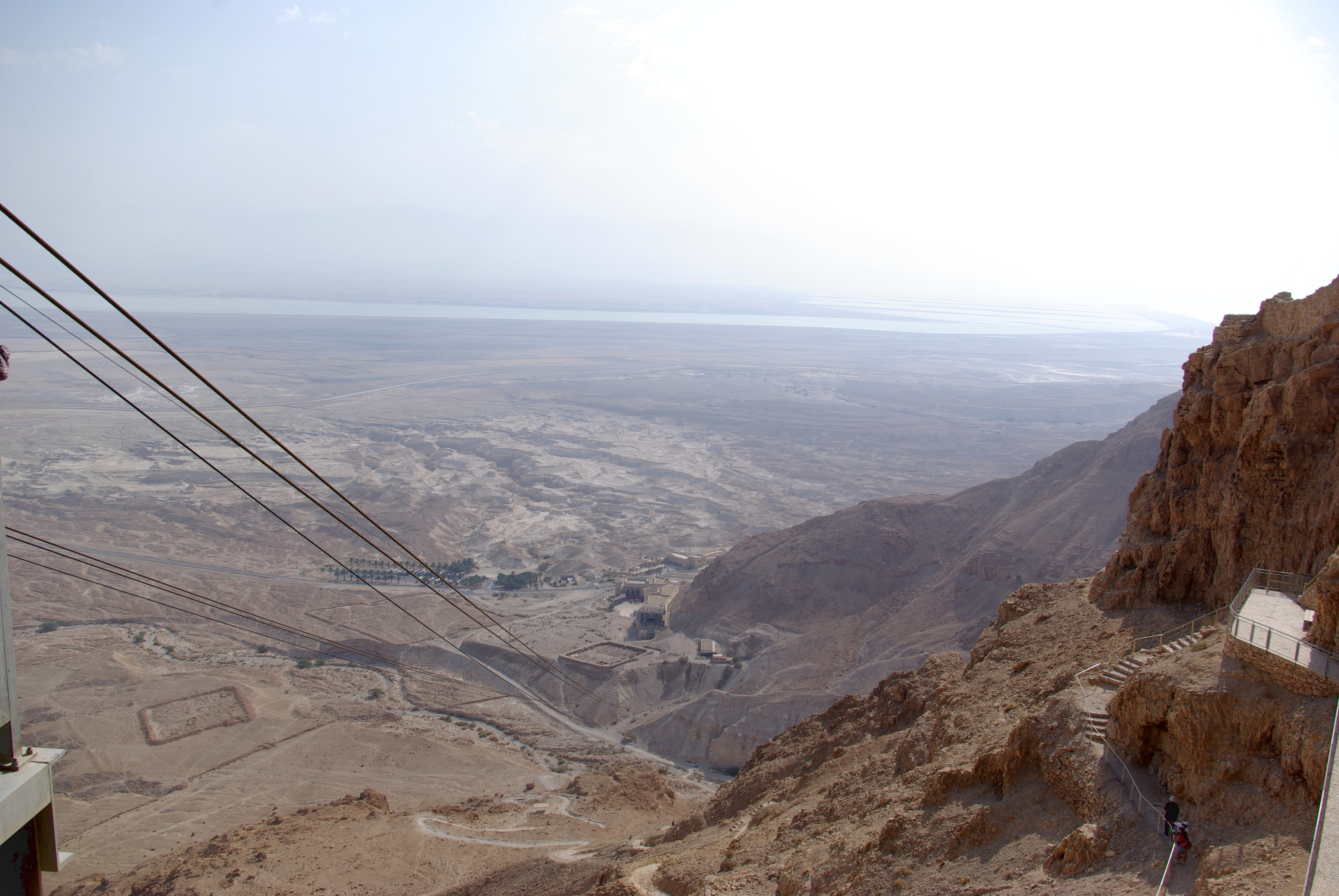
Aussicht von der Bergstation
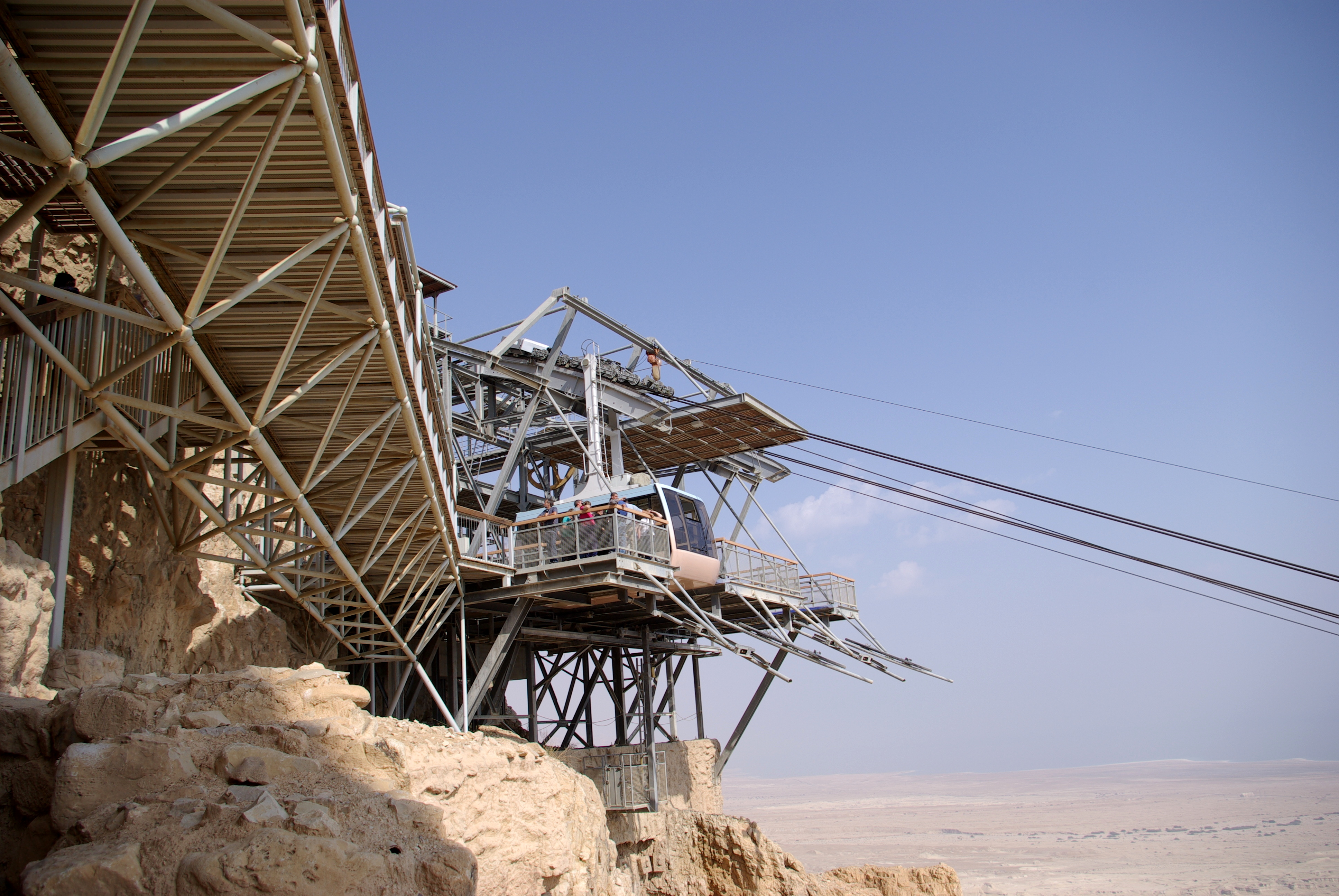
Bergstation